# خلومتس (ناحیه وستی ناد لابم)
خلومتس (به چکی: Chlumec) یک منطقهٔ مسکونی و شهرستان دارای شهرک سابقاً روستا در جمهوری چک است که در Ústí nad Labem District واقع شده‌است. خلومتس ۱۲٫۸۷ کیلومتر مربع مساحت و ۴٬۴۰۲ نفر جمعیت دارد و ۲۳۵ متر بالاتر از سطح دریا واقع شده‌است.